# Гулеш
Гулеш (Barbatula barbatula) е вид лъчеперка от семейство Nemacheilidae.

## Разпространение
Видът е разпространен в Австрия, Беларус, Белгия, Босна и Херцеговина, България, Великобритания, Германия, Грузия, Дания, Естония, Ирландия, Италия, Казахстан, Латвия, Литва, Лихтенщайн, Люксембург, Молдова, Нидерландия, Полша, Република Македония, Румъния, Русия, Словакия, Словения, Сърбия, Украйна, Унгария, Финландия, Франция, Хърватия, Черна гора, Чехия, Швейцария и Швеция.
Регионално е изчезнал в Гърция.